# Uomini senz'ali
Uomini senz'ali (Muži bez křídel) è un film del 1946 diretto da František Čáp.

## Trama
Siamo nella Repubblica Cecoslovacca occupata dai nazisti. Jirka si è trasferito dallo zio Petr Lom dopo che la sua famiglia è stata uccisa nel massacro del villaggio di Lidice compiuto dai tedeschi come rappresaglia all'assassinio del generale Reinhard Heydrich. 
Petr lavora nell'aeroporto militare dove ci sono molti membri della Resistenza che rubano armi o passano informazioni agli Alleati grazie a Jana Tomešová, segretaria di fiducia del comandante Ullman. Anche Jirka inizia a lavorare con lo zio ma animato dallo spirito di vendetta ruba una granata. Purtroppo viene subito scoperto e ucciso. Jana che assiste alla scena sviene e Ullmann scopre che un messaggio che aveva preparato per la Resistenza, dopo aver informato la Gestapo entra in un magazzino a indagare ma viene ucciso.
La Gestapo arresta diversi lavoratori e perquisisce le loro abitazioni e si scopre che Marta, la vicina di Petr che si occupava del giovane Jirka è in realtà una spia dei tedeschi.
Petr ancora sconvolto per la morte del nipote si reca all'aeroporto con una pistola, quando scopre la verità sulla vicina la uccide e aiuta Jana a fuggire. Intanto la Gestapo minaccia di uccidere tutti i lavoratori se l'assassino di Ulmann non si rivela. Petr si presenta come il colpevole e inizia a sparare agli ufficiali ma viene subito ucciso dai soldati.

## Riconoscimenti
- Grand Prix du Festival International du Film come miglior film al Festival di Cannes 1946[1]